# Diploastrea heliopora
Diploastrea heliopora is een rifkoralensoort uit de familie van de Diploastreidae. De wetenschappelijke naam van de soort is voor het eerst geldig gepubliceerd in 1816 door Lamarck.